# Cor van Hout
Cornelis (Cor) van Hout (Amsterdam, 18 augustus 1957 – Amstelveen, 24 januari 2003) was een Nederlandse crimineel. Hij was een van de ontvoerders van Freddy Heineken en diens chauffeur, Ab Doderer, op 9 november 1983.

## Levensloop
Van Hout, bijgenaamd Flip(per) (naar het flipperspel), werd geboren in Amsterdam. In 1974 begon hij een aannemersbedrijf dat zich specialiseerde in het met geweld ontruimen van kraakpanden. Ook zou hij achter een serie gewelddadige overvallen zitten in en om Amsterdam in de periode 1977-1982, samen met zijn latere collega-ontvoerders. Hij was het brein achter de ontvoering in november 1983 van biermagnaat Freddy Heineken en diens chauffeur Ab Doderer. Hierbij hielden zij Heineken en Doderer drie weken gevangen in een romneyloods in het Westelijk Havengebied in Amsterdam. Van Hout week met mededader Willem Holleeder (broer van Van Houts vriendin Sonja Holleeder) uit naar Frankrijk, waar ze werden gearresteerd (zie verblijf van Van Hout en Holleeder in Frankrijk).

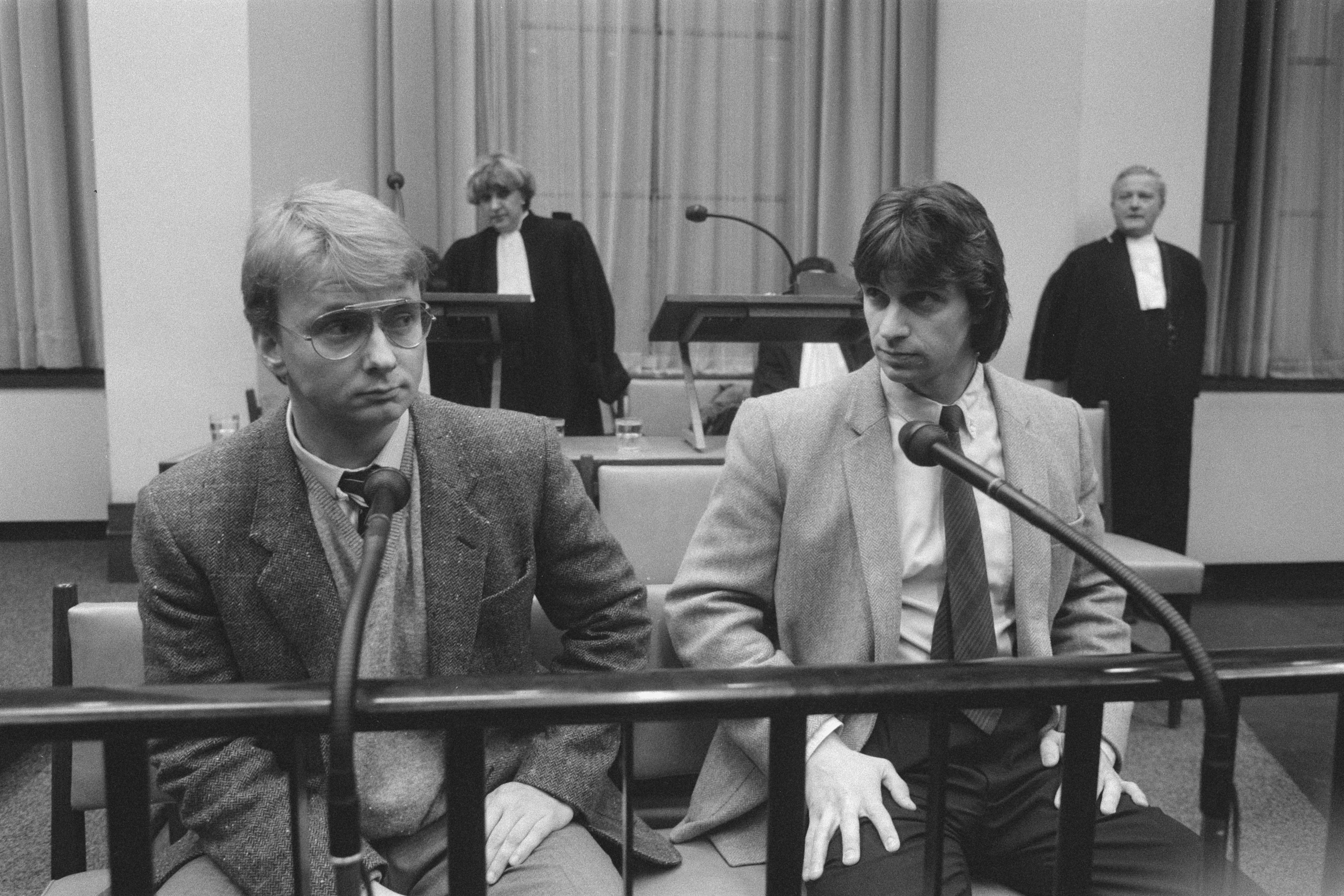
Van Hout en Willem Holleeder tijdens de rechtszaak in 1987

Terug in Nederland werd Van Hout tot elf jaar celstraf veroordeeld, met niet alleen aftrek van hun tijd in de Franse gevangenis, maar ook van de ruim vijf maanden 'hotelarrest'.
Hij kwam in 1991 weer vrij en zou zich daarna meteen weer met criminele zaken bezighouden. Hij kocht van het Heineken-losgeld een aantal "ramen" in Alkmaar en zette een bende op die grote belangen had in onder andere de seksbranche. 
Op 27 maart 1996 overleefde hij op 38-jarige leeftijd een aanslag in Amsterdam. Hij zou de Delta-organisatie bestolen hebben. Willem Holleeder verklaarde op 11 september 2007 dat Sam Klepper en John Mieremet deze aanslag zouden hebben beraamd. In 1997 werd een nieuw plan om hem te vermoorden ontdekt en verijdeld door de politie. Op 6 oktober van datzelfde jaar werd Van Hout gearresteerd. Op 18 mei 1998 werd hij tot 4,5 jaar cel veroordeeld na een eis van 6 jaar, maar ook deze keer werd hij al veel eerder uit de gevangenis ontslagen. In de nacht van woensdag 20 op donderdag 21 december 2000 werd er opnieuw een aanslag gepleegd op Van Hout. Hij werd meerdere malen beschoten, maar raakte niet gewond. John Mieremet werd gearresteerd, hij zou de moord op zijn maat Sam Klepper hebben willen wreken, maar moest wegens gebrek aan bewijs worden vrijgelaten. In april 2001 kreeg Van Hout een naheffing van 1,7 miljoen gulden van de Belastingdienst.

## Vermoord
Op 24 januari 2003 werd Van Hout in Amstelveen alsnog geliquideerd. Botenhandelaar Robert ter Haak, gevestigd in de door de Amsterdamse vastgoedhandelaar Willem Endstra ontwikkelde Seaport Marina IJmuiden, raakte daarbij zwaargewond en overleed enige tijd later ook. Na de moord noemden informanten tegenover de Amsterdamse politie Endstra als mogelijk volgend slachtoffer. Deze werd in mei 2004 inderdaad vermoord. Na zijn dood werd in maart 2006 bekend dat Endstra Holleeder en Mieremet had aangewezen als de opdrachtgever voor de moord op Van Hout. Holleeder zou volgens Endstra ook plannen hebben gehad om zijn eigen zuster Sonja – getrouwd met Van Hout – en haar kinderen te laten ombrengen, om te voorkomen dat zij wraak zouden nemen op hem. Om eventuele verdenking af te leiden had Holleeder 250.000 euro voor de met pracht en praal omgeven begrafenis van Van Hout betaald. Vervolgens pikte hij via zijn zuster een serie winstgevende prostitutiepanden van Van Hout in Alkmaar in.
Op 17 april 2007 maakte de politie bekend twee verdachten te hebben aangehouden voor de moord. Die zaten overigens reeds vast voor andere zaken.
Van Hout ligt begraven op begraafplaats Vredenhof in Amsterdam.

## Boeken
Peter R. de Vries schreef De ontvoering van Alfred Heineken (1987) vanuit het gezichtspunt van Cor van Hout, op basis van vele met hem en Holleeder gevoerde gesprekken gedurende drie weken tijdens hun hotelarrest in Évry. Bedongen werd dat alles geheim zou blijven tot na het proces, en dat Van Hout na lezing van het uiteindelijke manuscript de publicatie ervan nog mocht verbieden. De Vries en Thomas van der Bijl kochten samen voor 5000 gulden per persoon van Van Hout de rechten van het verhaal van zijn leven, verwerkt in het boek, maar ook van toepassing op rechten op films, video's en interview. Volgens De Vries was dit een constructie om te voorkomen dat Heineken beslag kon leggen op het boek of de opbrengst; de royalty's voor Van der Bijl werden volgens hem waarschijnlijk informeel doorgesluisd naar Van Hout en de andere ontvoerders. Over het aandeel van Van der Bijl is De Vries onduidelijk: hij noemde percentages van 75%, 70% en 50%. Ook is onduidelijk of De Vries naast de royalty's over de aangekochte rechten ook royalty's voor zijn eigen werk als schrijver van het boek ontving. De Vries zette een overlijdensadvertentie voor Cor van Hout: "Ik zal onze vriendschap nooit vergeten, Cor. Ik zal je ontzettend missen."
Het boek behandelt de voorbereiding en uitvoering van de ontvoering, de onderhandelingen, en de overdracht van het losgeld. Daarnaast komen de vlucht, het hotelarrest, het verblijf in de Caraïben en het verblijf in de gevangenis in Nederland aan de orde. De vele interviews voor het boek in Évry komen niet aan de orde.
Enkele weken na het proces kwam het in de winkel. Later werden er in nieuwere edities extra hoofdstukken met latere ontwikkelingen toegevoegd, en ook een hoofdstuk over de totstandkoming van het boek, echter zonder over de verdeling van de royalty's iets te vermelden.
Toen Van Hout in 2003 werd geliquideerd, heeft Van der Bijl zijn deel van de rechten overgedragen aan de erfgenamen van Cor van Hout, zijnde de kinderen van laatstgenoemde. In november 2013 werd wederom een boek over Van Hout uitgegeven, ditmaal onder de naam "Cor". Het werd geschreven door Hendrik Jan Korterink, ook een misdaadjournalist. In dit boek wordt de persoon van Van Hout beschreven vanuit diverse invalshoeken, onder meer door familie, vrienden en criminelen.
Holleeders zus Astrid bracht in 2016 het boek Judas uit, over haar broer. Ook hierin speelt Van Hout een prominente rol: ze gaat in het boek in op onder meer zijn huwelijk met haar zus, zijn persoonlijkheid in familiaire kring en de relatie tussen hem en haar broer. Dit boek werd in 2018 omgezet in een theatervoorstelling en in 2019 verfilmd tot een zesdelige serie: deze verscheen als Judas op RTL 4.